# Championnats du monde de triathlon 2018
Navigation
Édition précédente Édition suivante
Les championnats du monde de triathlon 2018 sont composés d'une série de huit courses organisées par la Fédération internationale de triathlon (ITU) dont une grande finale qui se déroule cette année à Gold Coast en Australie. Cette série porte le nom de Séries mondiales de triathlon (World Triathlon Series - WTS). Ces épreuves comportent aussi bien des courses au format M (distance olympique), soit 1 500 m de natation, 40 km de cyclisme et 10 km de course à pied, qu'au format S (sprint), soit 750 m de natation, 20 km de cyclisme et 5 km de course à pied. Les titres de champion et championne du monde de triathlon sur courte distance, sont octroyés aux triathlètes totalisant le plus grand nombre de points au classement général. Les titres des championnats du monde U23 et juniors s'attribuent sur une seule course qui se déroule généralement lors des journées de la grande finale du circuit.

## Calendrier
| Étape  | Date               | Ville      | Pays        | Distance |
| ------ | ------------------ | ---------- | ----------- | -------- |
| 1      | 2-3 mars           | Abou Dabi  | Abou Dabi   | S        |
| 2      | 28-29 avril        | Bermudes   | Bermudes    | M        |
| 3      | 12-13 mai          | Yokohama   | Japon       | M        |
| 4      | 10 juin            | Leeds      | Royaume-Uni | M        |
| 5      | 15 juillet         | Hambourg   | Allemagne   | S        |
| 6      | 29 juillet         | Edmonton   | Canada      | S        |
| 7      | 25-26 août         | Montréal   | Canada      | M        |
| Finale | 12 au 16 septembre | Gold Coast | Australie   | M        |

| Étape | Épreuve                       | Date       | Ville      | Pays        |
| ----- | ----------------------------- | ---------- | ---------- | ----------- |
| 1     | Série en relais mixte         | 7 juin     | Nottingham | Royaume-Uni |
| 2     | Série et championnat du monde | 14 juillet | Hambourg   | Allemagne   |
| 3     | Série en relais mixte         | 28 juillet | Edmonton   | Canada      |

## Résultats

### Abou Dabi
| Position           | Hommes         | Hommes         | Hommes      | Femmes                | Femmes      | Femmes         |
| Position           | Nom            | Pays           | Temps       | Nom                   | Pays        | Temps          |
| ------------------ | -------------- | -------------- | ----------- | --------------------- | ----------- | -------------- |
| Médaille d'or      | Henri Schoeman | Afrique du Sud | 57 min 3 s  | Rachel Klamer         | Pays-Bas    | 1 h 0 min 43 s |
| Médaille d'argent  | Mario Mola     | Espagne        | 57 min 9 s  | Jessica Learmonth     | Royaume-Uni | 1 h 0 min 57 s |
| Médaille de bronze | Vincent Luis   | France         | 57 min 26 s | Natalie Van Coevorden | Australie   | 1 h 1 min 0 s  |

### Bermudes
Le 28 avril 2018, l'épreuve à Bermudes voit la Norvège devenir la première équipe de l'histoire de la WTS à prendre les trois places d'un podium masculin, Casper Stornes à 21 ans et seulement trois épreuves des séries mondiales à son actif, remporte la médaille d'or, imité par son jeune compatriote Gustav Iden de seulement un an plus âgé, qui prend la médaille de bronze. Kristian Blummenfelt la révélation de l'année précédente, prend la deuxième place et offre à la Norvège le premier triplé masculin de l'histoire sur une épreuve des séries mondiales de triathlon.
| Position           | Hommes               | Hommes  | Hommes          | Femmes        | Femmes      | Femmes         |
| Position           | Nom                  | Pays    | Temps           | Nom           | Pays        | Temps          |
| ------------------ | -------------------- | ------- | --------------- | ------------- | ----------- | -------------- |
| Médaille d'or      | Casper Stornes       | Norvège | 1 h 54 min 47 s | Flora Duffy   | Bermudes    | 2 h 1 min 39 s |
| Médaille d'argent  | Kristian Blummenfelt | Norvège | 1 h 55 min 8 s  | Vicky Holland | Royaume-Uni | 2 h 3 min 35 s |
| Médaille de bronze | Gustav Iden          | Norvège | 1 h 55 min 10 s | Katie Zaferes | États-Unis  | 2 h 3 min 55 s |

### Yokohama
| Position           | Hommes            | Hommes    | Hommes          | Femmes        | Femmes      | Femmes          |
| Position           | Nom               | Pays      | Temps           | Nom           | Pays        | Temps           |
| ------------------ | ----------------- | --------- | --------------- | ------------- | ----------- | --------------- |
| Médaille d'or      | Mario Mola        | Espagne   | 1 h 44 min 59 s | Flora Duffy   | Bermudes    | 1 h 53 min 26 s |
| Médaille d'argent  | Jacob Birtwhistle | Australie | 1 h 45 min 40 s | Katie Zaferes | États-Unis  | 1 h 53 min 59 s |
| Médaille de bronze | Fernando Alarza   | Espagne   | 1 h 45 min 51 s | Non Stanford  | Royaume-Uni | 1 h 54 min 42 s |

### Nottingham
L'étape du 7 juin est la première étape en relais mixte des séries mondiales de triathlon. 19 équipes prennent part à cette première internationale, qui offre en supplément des points pour la qualification aux Jeux olympiques de 2020 à Tokyo, où ce format sera présent pour la première fois. L'épreuve est remportée par l'équipe américaine, suivie de l'équipe britannique. L'équipe de France complète ce premier podium en relais mixte.
| Rang               | Équipe | Temps           |
| ------------------ | --- | --------------- |
| Médaille d'or      | États-Unis | 1 h 21 min 16 s |
| Médaille d'or      | - Kirsten Kasper 20 min 16 s - Eli Hemming 19 min 44 s - Katie Zaferes 20 min 52 s - Matthew McElroy 19 min 41 s         | 1 h 21 min 16 s |
| Médaille d'argent  | Royaume-Uni | 1 h 21 min 45 s |
| Médaille d'argent  | - Non Stanford 21 min 1 s - Thomas Bishop 19 min 31 s - Vicky Holland 21 min 27 s - Jonathan Brownlee 19 min 35 s        | 1 h 21 min 45 s |
| Médaille de bronze | France | 1 h 21 min 57 s |
| Médaille de bronze | - Cassandre Beaugrand 20 min 42 s - Pierre Le Corre 19 min 35 s - Mathilde Gautier 21 min 56 s - Léo Bergère 19 min 36 s | 1 h 21 min 57 s |

### Leeds
| Position           | Hommes         | Hommes         | Hommes          | Femmes               | Femmes      | Femmes          |
| Position           | Nom            | Pays           | Temps           | Nom                  | Pays        | Temps           |
| ------------------ | -------------- | -------------- | --------------- | -------------------- | ----------- | --------------- |
| Médaille d'or      | Richard Murray | Afrique du Sud | 1 h 45 min 42 s | Vicky Holland        | Royaume-Uni | 1 h 56 min 32 s |
| Médaille d'argent  | Mario Mola     | Espagne        | 1 h 46 min 1 s  | Georgia Taylor-Brown | Royaume-Uni | 1 h 56 min 49 s |
| Médaille de bronze | Vincent Luis   | France         | 1 h 46 min 14 s | Katie Zaferes        | États-Unis  | 1 h 57 min 2 s  |

### Hambourg
| Position           | Hommes         | Hommes         | Hommes      | Femmes              | Femmes     | Femmes      |
| Position           | Nom            | Pays           | Temps       | Nom                 | Pays       | Temps       |
| ------------------ | -------------- | -------------- | ----------- | ------------------- | ---------- | ----------- |
| Médaille d'or      | Mario Mola     | Espagne        | 53 min 24 s | Cassandre Beaugrand | France     | 58 min 6 s  |
| Médaille d'argent  | Vincent Luis   | France         | 53 min 29 s | Laura Lindemann     | Allemagne  | 58 min 36 s |
| Médaille de bronze | Richard Murray | Afrique du Sud | 53 min 32 s | Katie Zaferes       | États-Unis | 58 min 42 s |

| Rang               | Équipe | Temps           |
| ------------------ | --- | --------------- |
| Médaille d'or      | France | 1 h 20 min 6 s  |
| Médaille d'or      | - Léonie Périault : 20 min 50 s - Dorian Coninx 18 min 54 s - Cassandre Beaugrand 21 min 7 s - Vincent Luis 19 min 16 s      | 1 h 20 min 6 s  |
| Médaille d'argent  | Australie | 1 h 20 min 49 s |
| Médaille d'argent  | - Natalie Van Coevorden : 21 min 3 s - Aaron Royle 19 min 19 s - Ashleigh Gentle 21 min 10 s - Jacob Birtwhistle 19 min 19 s | 1 h 20 min 49 s |
| Médaille de bronze | États-Unis | 1 h 20 min 51 s |
| Médaille de bronze | - Kirsten Kasper : 20 min 57 s - Ben Kanute 19 min 13 s - Katie Zaferes 20 min 44 s - Kevin McDowell 20 min 0 s              | 1 h 20 min 51 s |

### Edmonton
| Position           | Hommes               | Hommes    | Hommes      | Femmes               | Femmes      | Femmes      |
| Position           | Nom                  | Pays      | Temps       | Nom                  | Pays        | Temps       |
| ------------------ | -------------------- | --------- | ----------- | -------------------- | ----------- | ----------- |
| Médaille d'or      | Mario Mola           | Espagne   | 51 min 15 s | Vicky Holland        | Royaume-Uni | 56 min 51 s |
| Médaille d'argent  | Kristian Blummenfelt | Norvège   | 51 min 18 s | Ashleigh Gentle      | Australie   | 57 min 2 s  |
| Médaille de bronze | Jacob Birtwhistle    | Australie | 51 min 22 s | Georgia Taylor-Brown | Royaume-Uni | 57 min 8 s  |

| Rang               | Équipe | Temps           |
| ------------------ | --- | --------------- |
| Médaille d'or      | Australie | 1 h 19 min 29 s |
| Médaille d'or      | - Ashleigh Gentle 20 min 6 s - Aaron Royle 19 min 7 s - Natalie Van Coevorden 21 min 19 s - Jacob Birtwhistle 18 min 46 s | 1 h 19 min 29 s |
| Médaille d'argent  | États-Unis | 1 h 19 min 31 s |
| Médaille d'argent  | - Taylor Spivey 20 min 5 s - Seth Rider 19 min 4 s - Kirsten Kasper 21 min 19 s - Matthew McElroy 18 min 50 s             | 1 h 19 min 31 s |
| Médaille de bronze | Nouvelle-Zélande | 1 h 19 min 39 s |
| Médaille de bronze | - Andrea Hewitt 20 min 22 s - Tayler Reid 18 min 45 s - Nicole Van Der Kaay 21 min 10 s - Hayden Wilde 19 min 8 s         | 1 h 19 min 39 s |

### Montréal
| Position           | Hommes               | Hommes    | Hommes          | Femmes               | Femmes      | Femmes          |
| Position           | Nom                  | Pays      | Temps           | Nom                  | Pays        | Temps           |
| ------------------ | -------------------- | --------- | --------------- | -------------------- | ----------- | --------------- |
| Médaille d'or      | Mario Mola           | Espagne   | 1 h 47 min 46 s | Vicky Holland        | Royaume-Uni | 1 h 59 min 29 s |
| Médaille d'argent  | Kristian Blummenfelt | Norvège   | 1 h 48 min 2 s  | Katie Zaferes        | États-Unis  | 1 h 59 min 51 s |
| Médaille de bronze | Jacob Birtwhistle    | Australie | 1 h 48 min 28 s | Georgia Taylor-Brown | Royaume-Uni | 2 h 0 min 23 s  |

### Finale: Gold Coast
| Position           | Hommes         | Hommes         | Hommes          | Femmes          | Femmes      | Femmes          |
| Position           | Nom            | Pays           | Temps           | Nom             | Pays        | Temps           |
| ------------------ | -------------- | -------------- | --------------- | --------------- | ----------- | --------------- |
| Médaille d'or      | Vincent Luis   | France         | 1 h 44 min 34 s | Ashleigh Gentle | Australie   | 1 h 52 min 0 s  |
| Médaille d'argent  | Mario Mola     | Espagne        | 1 h 44 min 48 s | Vicky Holland   | Royaume-Uni | 1 h 52 min 2 s  |
| Médaille de bronze | Richard Murray | Afrique du Sud | 1 h 44 min 56 s | Katie Zaferes   | États-Unis  | 1 h 52 min 53 s |

## Classements généraux

### Championnat du monde élite
- Classement général 2018[22],[23]

| Rang               | Nom                  | Points |
| ------------------ | -------------------- | ------ |
| Médaille d'or      | Mario Mola           | 6081   |
| Médaille d'argent  | Vincent Luis         | 5060   |
| Médaille de bronze | Jacob Birtwhistle    | 4884   |
| 4                  | Richard Murray       | 4792   |
| 5                  | Kristian Blummenfelt | 3936   |
| 6                  | Fernando Alarza      | 3520   |
| 7                  | Henri Schoeman       | 3438   |
| 8                  | Pierre Le Corre      | 3215   |
| 9                  | Tyler Mislawchuk     | 3194   |
| 10                 | Marten Van Riel      | 2960   |

| Rang               | Nom                  | Points |
| ------------------ | -------------------- | ------ |
| Médaille d'or      | Vicky Holland        | 5540   |
| Médaille d'argent  | Katie Zaferes        | 5448   |
| Médaille de bronze | Georgia Taylor-Brown | 4183   |
| 4                  | Kirsten Kasper       | 3887   |
| 5                  | Jessica Learmonth    | 3818   |
| 6                  | Ashleigh Gentle      | 3750   |
| 7                  | Jodie Stimpson       | 3658   |
| 8                  | Taylor Spivey        | 2820   |
| 9                  | Laura Lindemann      | 3423   |
| 10                 | Rachel Klamer        | 3306   |

### Championnats du monde U23 (Espoir)
| Rang | Nom              | Temps           |
| ---- | ---------------- | --------------- |
| 1    | Tayler Reid      | 1 h 44 min 8 s  |
| 2    | Samuel Dickinson | 1 h 44 min 20 s |
| 3    | Bence Bicsák     | 1 h 44 min 31 s |

| Rang | Nom                 | Temps           |
| ---- | ------------------- | --------------- |
| 1    | Taylor Knibb        | 1 h 53 min 47 s |
| 2    | Cassandre Beaugrand | 1 h 55 min 22 s |
| 3    | Angelica Olmo       | 1 h 56 min 39 s |